# Ludwig Vögely
Ludwig Vögely (* 19. Dezember 1916 in Niefern; † 14. Mai 2009) war ein deutscher Heimatforscher und Schriftsteller.

## Leben
Ludwig Vögely war der Sohn eines Lehrers und wuchs in Eschelbach auf. Er besuchte die Oberrealschule in Sinsheim und studierte nach dem Abitur an der Hochschule für Lehrerausbildung in Karlsruhe.
Vögely wurde Schulamtsdirektor in Karlsruhe. Neben seiner beruflichen Tätigkeit hat er zahlreiche Schriften zur badischen Geschichte und zur Geschichte badischer Ortschaften vorgelegt, beginnend mit der Chronik von Unteröwisheim von 1954. Ein großer Teil seines Schaffens schlug sich in rund 100 geschichtlichen, volkskundlichen und biografischen Aufsätzen in der Badischen Heimat, im Ekkhart-Jahrbuch und im Kraichgau-Jahrbuch nieder. 
Im Landesverein Badische Heimat wirkte Vögely 1975–1982 als stellvertretender Vorsitzender und 1982–1998 als Landesvorsitzender. Neben der Belebung der Ortsgruppen und der Neuorganisation von Archiv und Bibliothek, besorgte er die Erhaltung und Sanierung des Hauses Badische Heimat.
Sein Sohn Frank-Ulrich Vögely (1949–2011) war Komponist, Schriftsteller und Kunsthistoriker. 

## Werke (Auswahl)
- Unteröwisheim im Wandel der Jahrhunderte, 1954
- Sagen des Kraichgaus, Verlag G. Braun, Karlsruhe 1987, ISBN 3-7650-8050-0
- Sagen rund um Karlsruhe, G. Braun, Karlsruhe 1988, ISBN 3-7650-8051-9
- Sagen rund um Freiburg, G. Braun, Karlsruhe 1989, ISBN 3-7650-8062-4
- Sagen aus dem Markgräflerland, G. Braun, Karlsruhe 1989, ISBN 3-7650-8063-2
- Das Leben im Kraichgau in vergangener Zeit. Verlag Regionalkultur, Ubstadt-Weiher 1997, ISBN 3-929366-56-8

## Ehrungen
- 1986 Bundesverdienstkreuz[5]
- 1990 Johann-Peter-Hebel-Plakette[6]
- 1996 Ernst-Rudorff-Ehrenplakette des Deutschen Heimatbundes
- 1997 Verdienstmedaille des Landes Baden-Württemberg